# Arrade stenoptera
Arrade stenoptera är en fjärilsart som beskrevs av Bethune-Baker 1911. Arrade stenoptera ingår i släktet Arrade och familjen nattflyn. Inga underarter finns listade i Catalogue of Life.